# Solo col mic
Solo col mic è un singolo del disc jockey italiano Big Fish, pubblicato il 25 settembre 2012 come secondo estratto dal secondo album in studio Niente di personale.
Il brano ha visto la partecipazione vocale del rapper italiano Caparezza.

## Video musicale
Un'anteprima del video è stata diffusa da la Repubblica il 14 settembre 2012, Diretto da Umberto Nicoletti, in esso viene mostrato uno sfondo totalmente bianco in cui vengono alternate scene in cui Big Fish e due ragazzi eseguono alcuni movimenti robotici in sintonia con la base del brano con altre in cui Caparezza esegue le parti rappate.

## Tracce
Download digitale
1. Solo col mic (feat. Caparezza) – 4:02

Download digitale – remix
1. Solo col mic (feat. Caparezza) (Remix) – 3:04

## Formazione
- Big Fish – campionatore, effetti sonori
- Caparezza – rapping
- Marco Zangirolami – tastiera